# Międzyrzecz (gmina)
Pour les articles homonymes, voir Międzyrzecz.
Gmina Międzyrzecz est une gmina urbaine-rurale (gmina miejsko-wiejska) ou mixte de la powiat de Międzyrzecz, dans la Voïvodie de Lubusz, dans l'ouest de la Pologne.
Son siège administratif (chef-lieu) est la ville de Międzyrzecz, qui se situe environ 48 kilomètres au sud-est de Gorzów Wielkopolski (capitale de la voïvodie) et 68 kilomètres au nord de Zielona Góra (siège de la diétine régionale).
La gmina couvre une superficie de 315,32 kilomètres carrés pour une population de 25 131 habitants en 2017 avec une population pour la ville de Międzyrzecz de 18 310 habitants et pour la partie rurale de 6 821 habitants.

## Histoire
De 1975 à 1998, la gmina est attachée administrativement à la voïvodie de Gorzów.

Depuis 1999, elle fait partie de la voïvodie de Lubusz.

## Géographie
Hormis la ville de Międzyrzecz, la gmina inclut les villages et localités de :

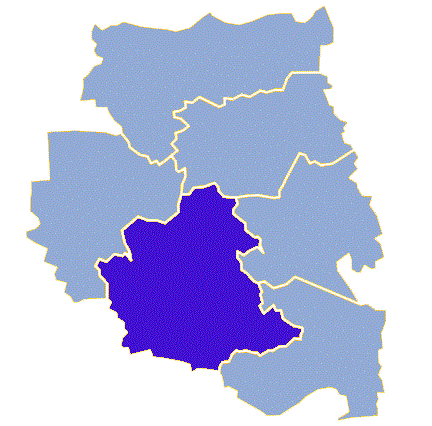
Plan de la gmina

- Bobowicko
- Brzozowy Ług
- Bukowiec
- Głębokie
- Gorzyca
- Jagielnik
- Jeleniogłowy
- Kaława
- Kalsko
- Karolewo
- Kęszyca
- Kęszyca Leśna
- Kęszyca-Kolonia
- Kolonia Nietoperek
- Kolonia Żółwin
- Kuligowo
- Kursko
- Kuźnik
- Kwiecie
- Łęgowskie
- Lubosinek
- Marianowo
- Międzyrzecz-Wybudowanie
- Nietoperek
- Pieski
- Pniewo
- Rojewo
- Skoki
- Święty Wojciech
- Szumiąca
- Wojciechówek
- Wysoka
- Wyszanowo
- Zamostowo
- Żółwin

### Gminy voisines
La gmina de Międzyrzecz est voisine des gminy suivantes :
- Bledzew
- Lubrza
- Przytoczna
- Pszczew
- Sulęcin
- Świebodzin
- Trzciel

## Structure du terrain
D'après les données de 2017, la superficie de la commune de Międzyrzecz est de 315,32 kilomètres carrés, répartis comme telle :
- terres agricoles : 37 %
- forêts : 51 %

La commune représente 22,72 % de la superficie du powiat.

## Démographie
Données du 30 juin 2017 :
| Description        | Total  | Total | Femmes | Femmes | Hommes | Hommes |
| ------------------ | ------ | ----- | ------ | ------ | ------ | ------ |
| Unité              | Nombre | %     | Nombre | %      | Nombre | %      |
| Population         | 25 131 | 100   | 12 856 | 51     | 12 275 | 49     |
| Densité (hab./km²) | 80     | 80    | 41     | 41     | 39     | 39     |

### Articles liés
- Liste des gminy de Lubusz